# Newtonsville, Ohio
Newtonsville là một làng thuộc quận Clermont, tiểu bang Ohio, Hoa Kỳ. Năm 2010, dân số của làng này là 392 người.

## Dân số
- Dân số năm 2000: 492 người.
- Dân số năm 2010: 392 người.